# 旧金毘羅大芝居

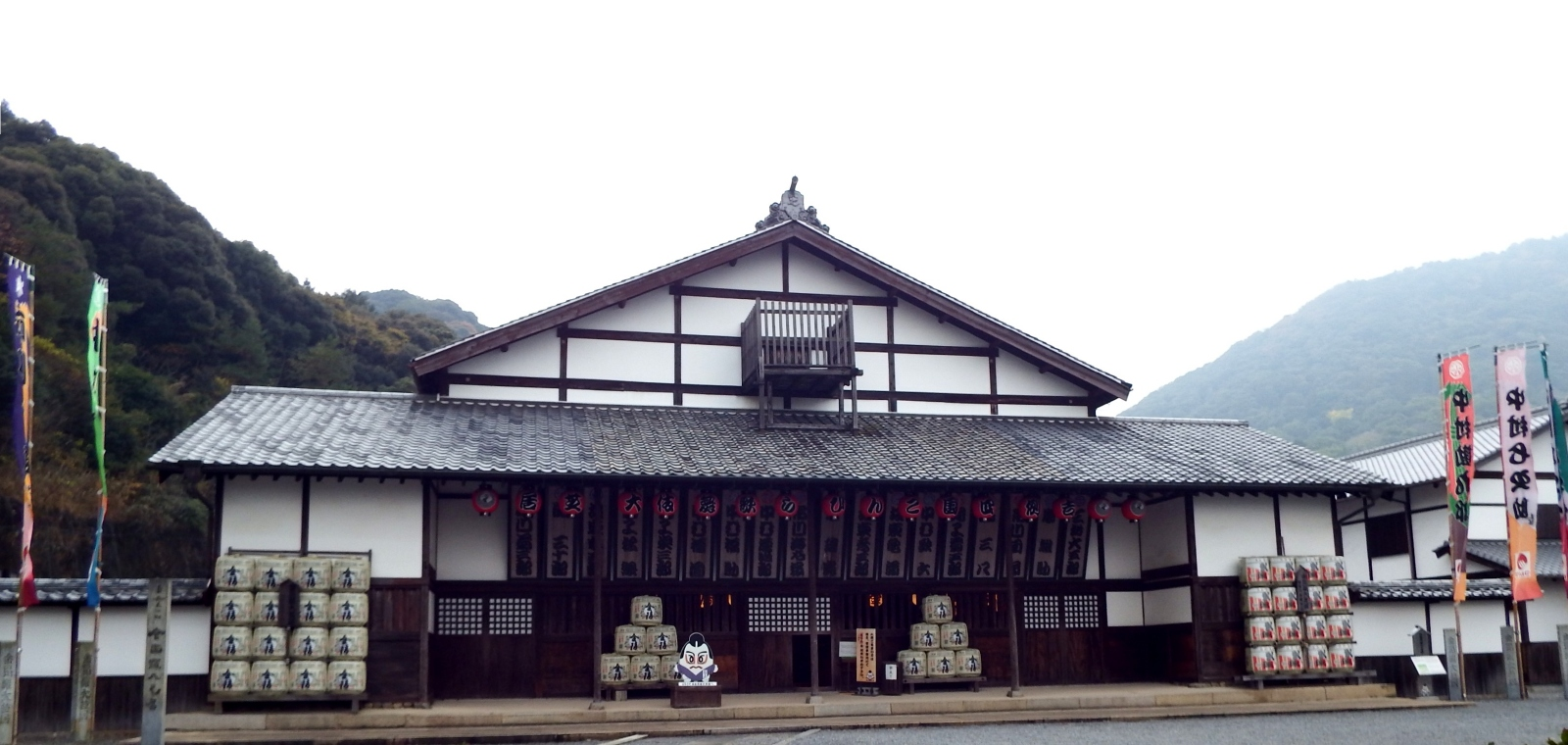
旧金毘羅大芝居（正面）

旧金毘羅大芝居（きゅうこんぴらおおしばい）は、香川県仲多度郡琴平町の金刀比羅宮・門前町にある、現存する中では日本最古の芝居小屋。別名、金丸座（かなまるざ）とも呼ばれ、国の重要文化財の指定を受けている。

## 歴史
古くから信仰を集める金刀比羅宮は、江戸時代には金毘羅講など多く参拝者を集め、門前町は琴平が朱印地・天領であることで取締も寛大で、様々な芝居、相撲、操り人形などの興行が行われた。芝居の興行に仮り小屋がその都度建てられていた（年3回程度）が、当時の大坂道頓堀三座のひとつでもある大西芝居（一説には大阪にあった筑後座とも云われる）を参考にして、1835年（天保6年）に棟上げを行い、翌年完成する。この金毘羅大芝居には江戸、大坂などの千両役者が舞台を踏み、全国にも知られた芝居小屋であり、また富くじの開札場としても使用された。
明治以降、稲荷座、千歳座、金丸座と名称が変わり、また地回りの芝居小屋や映画館（この際にかけすじが外される）と利用も移り変わった。映画産業の斜陽に従い、廃館となったため長く廃屋のような状態となる。（場所は現在の位置より参道や金倉川に近かった。現在は琴平町立歴史民俗資料館が建てられている。）1953年（昭和28年）11月に香川県の重要文化財として指定されるものの、熱心な復元運動も空しく、1964年（昭和39年）には指定を解除された。しかし、芝居小屋として江戸末期の劇場建築を考える上で重要な建築物として再評価され、1970年（昭和45年）には国の重要文化財として指定を受けた。（この際に名称は旧金毘羅大芝居となった。）修復の必要性や火災などの恐れもあり、文化財として保存を図るために、1972年（昭和47年）には移築復元工事が開始され、1976年（昭和51年）3月に現在の位置（琴平町乙1241番地）へ竣工した。この移築復元後に、二代目中村吉右衛門、五代目中村勘九郎、二代目澤村藤十郎がテレビ番組「すばらしき仲間」で上演を熱望するなど、上演の機運が高まり、1985年（昭和60年）に第一回の「四国こんぴら歌舞伎大芝居」が公演された。これより年1回、春の定期公演が行われるようになる。
2002年（平成14年）に建物の保存状態と耐震性能を調査を行った際に江戸時代にあった2つの仕掛けの痕跡が発見された。これにより、2003年（平成15年）に開始されたこの「平成の大修復」では、2つの仕掛けの復元とともに、耐震補強に伴い4つの鉄柱が撤去され、天保時代の造りに近づく内装状態となった。2003年（平成15年）に工事は完了し、この工事で撤去された鉄柱は記念モニュメントとして生まれ変わった。

### 沿革
- 1835年（天保6年）10月 建設（棟上げ）、翌年完成。
- 1953年（昭和28年）11月 県の重要文化財として指定。
- 1964年（昭和39年） 県の重要文化財指定が解除。
- 1970年（昭和45年）6月 国の重要文化財として指定。（この時、名称が旧金毘羅大芝居となる）
- 1972年（昭和47年） 移築復元工事開始。
- 1976年（昭和51年）3月 琴平町乙1241番地に移築し、竣工。
- 2002年（平成14年）12月 建物の保存状態と耐震性能を調査。
- 2003年（平成15年）9月 平成の大改修、工事開始。（#平成の大改修の項を参照。）
- 2003年（平成15年）3月 旧金毘羅大芝居の80円郵便切手が作られた。（画作：辻一摩）
- 2004年（平成16年）3月 平成の大改修、工事完了。

### 平成の大改修
耐震構造補強工事

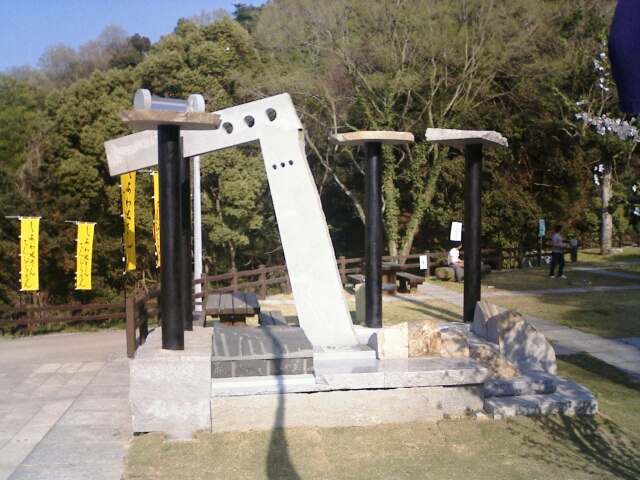
「平成の大改修」の記念モニュメント

- 天井裏全面に鉄骨補強（客席の四本鉄柱を撤去）
  - この復元により客席の四本鉄柱を撤去、元々の内装状態となる。
- 江戸時代にあった2つの仕掛けの痕跡が発見された為、天井と敷き詰められていた提灯を撤去。
  - 「ブドウ棚」を平場及び向う桟敷天井部に復元。
  - 「かけすじ」を花道上部に復元。
- 2005年（平成17年）3月25日、この際に撤去された四本鉄柱を使用し、篠原勝之（KUMA）が記念のモニュメントを旧金毘羅大芝居の近くに製作した。

## 設備データ

### 建築当時の設備寸法
- 階下の間口：13間2尺
- 奥行：24間2尺
- 廻り舞台：直径2間
- 所在地：香川県仲多度郡琴平町字川西758番地1
- 北緯34度11分12.6秒 東経133度49分11.1秒 / 北緯34.186833度 東経133.819750度

### 外装
正面一階部分の屋根上に櫓（やぐら）があり、公演時には寄せ太鼓が叩かれていた。現在は太鼓の音を流しているとの事。

### 入り口
入り口は複数に分かれており、正面に向かって中央を一般庶民が使用し、左側の入り口は大名などが使用した。現在は中央の入り口が使用されている。
- 札場

入場の際の木札を渡すところ。現在の入場料（非公演時）を取る場所は敷地内に別に設けられている。
- 外木戸・内木戸
- 下足場

### 客席
全部で約730席ほどになる。
- 平場

一階の中央の桝席で観覧席。（花道と仮花道で挟まれている）
- 桝席は畳敷きの席を木でマス目を作り一マスに5名入れるようになっている。
- 客を世話する和服に前掛け姿のお茶子は、桝席はお客様のものという意味合いから、平場に張り巡らされている木の上を移動してもてなしを行う。
- 縦が「い、ろ、は・・・」、横が「壱、弐、参・・・」と席番が付けられている。

- 東桟敷・西桟敷

平場の両脇にある一階と二階の観覧席。
西桟敷の中央は、見得を正面から見られ、皇族が観覧する際に使用した。上部には額が飾っている。
- 出孫席

西桟敷の手前にある観客席。（仮花道と西桟敷の間）
- 出席

東桟敷の手前にある観客席。（花道と東桟敷の間）
- 日の出席

花道の東隣にある観客席。（花道と東桟敷の間）
この下が舞台裏から鳥屋に移動する通路となっている。
- 青田組

平場を挟み舞台の対面にある観覧席。
公演をしていない際には、座布団が山積みの時もある。
- 前舟・中舟・後舟

二階席の中央部、青田組の二階部分の観客席。
後舟の壁部分には櫓への梯子がある。

### 舞台装置
- 花道

役者が入退場する舞台から鳥屋への道。
ここで役者は見得を切ったり、スッポンから出てきたりする。
- 鳥屋

場内と入り口の間にある役者が花道を通り入場する際の出番待ちの場所。
場内側に掛けられている揚幕にはのぞき穴が作られている。
入場の際には、勢いよく揚幕が開かれ、付けられている輪が音を立てたそのタイミングで屋号の掛け声が掛かる。
- 仮花道
- 切穴（スッポン）

花道の舞台近くにある役者がせり出してくる場所。
4人ほどの人間により上げ下げを行う。
- 奈落

舞台の地下部分。廻り舞台の廻しやスッポン、セリのあげるからくりがある。
また花道の斜め下に位置する道があり、役者はそこを使用して鳥屋に向かう。
- 廻り舞台

場面転換などのために舞台が円形状に切られており、その部分が回るようになっている。
舞台下の奈落では4人の人間により廻されている。
- 迫り（せり、セリ）

廻り舞台にある役者がせり出してくる場所。
6人ほどの人間により上げ下げを行う。
- かけすじ：（#平成の大改修の項を参照。）

役者を宙吊りするの為の装置。
花道の上に設置されており、人間の手で移動させる。
宙吊り用に縄を使用するのを警察の指導によりワイヤーへ替える事となり、現在はワイヤーを使用している。このワイヤーのためのモーターが舞台装置の中で電動化されている唯一の箇所である。
- 空井戸

舞台と花道の交差場所の角にある役者がせり出してくる場所で、井戸などに使用される。
- 明かり窓

場内の明かりを調整するのに使用され、これも手動。
- 顔見世提灯

公演時の各出演者の屋号の家紋が入った提灯がブドウ棚の舞台寄りに吊られている。
- ブドウ棚：（#平成の大改修の項を参照。）

天井部に格子状に組まれた竹を荒縄で留めたもの。
演出として花吹雪などを舞台と共に観客側にも降らせる事が出来る。
舞台の上にはあるところは多いが、客席の上にもあるのは珍しい。
- 御囃子部屋

鳴物連中が演奏を行う場所。
観客側との仕切りは暗幕となっていたが、平成の大改修の際に浄瑠璃部分とともに壁で仕切られた。

### 舞台裏
- 座頭部屋

公演座長の部屋。
- 頭取部屋
- 女形部屋

女形用の部屋。
- 中軸部屋
- 大部屋

大部屋の言葉の由来ともなった端役の役者部屋。
- 床山部屋

役者の髪を整髪した部屋。
- 衣装方部屋

衣装担当の部屋。
- 楽屋番控
- 楽屋風呂

木造の桶。
- 便所

建物を裏側から見ると突き出ている部分。

## 公演

### 四国こんぴら歌舞伎大芝居
1984年（昭和59年）7月、TBSのトーク番組「すばらしき仲間」の撮影が行われ、澤村藤十郎、中村勘九郎、中村吉右衛門の3名が、金丸座を訪れた。
彼らはこの芝居小屋に惚れ込み、
「是非この舞台を踏みたい」と、宿泊先である、琴平グランドホテル社長の近兼孝休に相談。
ちょうど、老舗旅館の相次ぐ廃業などで町の観光業に危機感を覚えていた近兼は、三人からの要望を聞き入れる形で、金丸座での芝居公演を計画し始めた。
しかし「金丸座」は重要文化財であり、文化庁との折衝は不可欠であった。
また演劇公演に関するノウハウも全く無く、さらにはアクセスが困難である(当時は瀬戸大橋もまだ完成しておらず、東京から高松空港へはプロペラの飛行機だけ、鉄路では新幹線、在来線、宇高連絡船の乗り継ぎでやっと到着できるような場所であった)など、集客面でも不安を抱えていた。
それでも、関係者の努力と熱意が松竹の全面バックアップを取り付け、JTBの協力要請も得られるなど、ついに第一回『四国こんぴら歌舞伎大芝居』の開催が実現した。

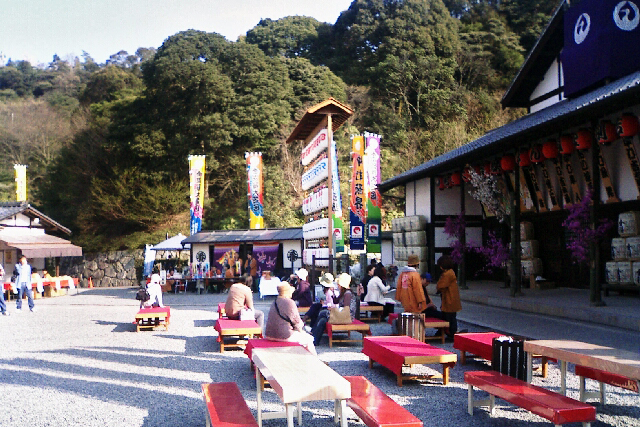
旧金毘羅大芝居（建物前風景）

年1回、春の定期公演「四国こんぴら歌舞伎大芝居」として歌舞伎が公演される。公演の際、演出に使用される廻り舞台、花道七三のスッポン、光を取る2階の高窓の開閉など、その動作はすべて人力で行う。（#舞台装置の項を参照。）
金刀比羅宮成功祈願祭として役者の面々が金刀比羅宮へ成功祈願の参拝と「お練り」行列（役者が人力車に乗り琴平町内を回る）を行い、初日から千穐楽に至るまでの公演では地元住民のボランティアも運営に力を沿え地域一体で取り組んで開催されている。
公演がない一般の開館日には、舞台や花道、客席（桝席や二階席）などにとどまらず、楽屋（女形部屋、大部屋、楽屋番控など）、舞台下の奈落、から井戸、花道七三のスッポン、果ては楽屋風呂まで、至る所を見学することが出来るようになっている。
2006年（平成18年）には、「旧金毘羅大芝居とシェイクスピア」と題して一般公募の参加者により「じゃじゃ馬ならし」が公演された。（第48回香川県芸術祭「香川芸術フェスティバル2006」主催）

### 「四国こんぴら歌舞伎大芝居」の公演記録
- 第一回：1985年：五回公演

演目：『再桜遇清水』、『俄獅子』
出演者：二代目中村吉右衛門、九代目澤村宗十郎、二代目澤村藤十郎など。
- 第二回：1986年：六回公演

演目：『極付幡随院長兵衛』、『闇梅百物語』
出演者：二代目中村吉右衛門、二代目澤村藤十郎、五代目中村勘九郎など。
- 第三回：1987年：十四回公演

演目：『河内山』、『釣女』、『沼津』
出演者：十七代目中村勘三郎、九代目松本幸四郎、二代目澤村藤十郎など。
- 第四回：1988年：二十回公演

演目：『梶原平三誉石切』、『於染久松色読販』、『俊寛』
出演者：五代目中村富十郎、二代目澤村藤十郎、五代目中村時蔵など。
- 第五回：1989年：二十回公演

演目：『傾城反魂香』、『春興鏡獅子』、『傾城阿波の鳴戸』、『勧進帳』
出演者：二代目中村扇雀、十二代目市川團十郎など。
- 第六回：1990年：二十二回公演

演目：『連獅子』、『与話情浮名横櫛』、『茶壺』、『弁天娘女男白浪』
出演者：七代目尾上菊五郎、三代目河原崎権十郎、九代目坂東三津五郎など。
- （記念公演）：1990年：六回公演 - 町制百周年記念として近松座公演

演目：『堀川波鼓』、『由縁の月』
出演者：二代目中村扇雀、五代目中村富十郎など。
- 第七回：1991年：二十六回公演

演目：『双蝶々曲輪日記』、『身替座禅』、『松浦の太鼓』、『吉野山』
出演者：片岡孝夫、四代目市川左團次、五代目中村勘九郎など。
- 第八回：1992年：二十八回公演

演目：『恋女房染分手綱』、『京人形』、『仮名手本忠臣蔵』、『太刀盗人』
出演者：九代目松本幸四郎、五代目中村時蔵、七代目市川染五郎など。
- 第九回：1993年：三十回公演

演目：『夏祭浪花鑑』、『うかれ坊主』、『汐汲』、『魚屋宗五郎』
出演者：五代目中村富十郎、二代目澤村藤十郎、五代目中村勘九郎、三代目中村橋之助など。
- 第十回：1994年：三十四回公演

演目：『葛の葉』、『男女道成寺』、『花上野誉碑』、『戻橋』
出演者：七代目中村芝翫、四代目市川左團次、二代目澤村藤十郎など。
- 第十一回：1995年：三十六回公演

演目：『鳥辺山心中』、『廓文章』、『与話情浮名横櫛』、『屋敷娘』
出演者：四代目中村梅玉、五代目片岡我當、二代目澤村藤十郎、五代目中村松江など。
- 第十二回：1996年：三十六回公演

演目：『外郎売』、『義経千本桜』、『熊谷陣屋』
出演者：七代目尾上菊五郎、十二代目市川團十郎、二代目澤村藤十郎。
- 第十三回：1997年：三十六回公演

演目：『番町皿屋敷』、『身替座禅』、『実録先代萩』、『太刀盗人』
出演者：七代目中村芝翫、五代目中村富十郎、四代目中村梅玉、五代目片岡我當など。
- 第十四回：1998年：三十六回公演

演目：『源太勘當』、『三人吉三巴白浪』、『傾城反魂香』、『闇梅百物語』
出演者：九代目坂東三津五郎、二代目澤村藤十郎、二代目尾上辰之助、五代目尾上菊之助など。
- 第十五回：1999年：三十六回公演

演目：『中将姫古跡の松』、『真景累ケ淵』、『供奴』、『新版色読販』、『色彩間苅豆』
出演者：七代目中村芝翫、二代目澤村宗十郎、三代目中村橋之助など。
- （記念公演）：1999年：十四回公演 - 第15周年記念歌舞伎舞踊公演

演目：『雨の五郎』、『忍夜恋曲者』、『道行旅路の花聟』、『巴御前』
出演者：二代目中村吉右衛門、四代目中村梅玉、五代目中村松江など。
- 第十六回：2000年：三十回公演

演目：『義経千本桜』、『仮名手本忠臣蔵』、『近江のお兼』
出演者：七代目尾上菊五郎、六代目澤村田之助、七代目中村芝雀、九代目市川團蔵など。
- 第十七回：2001年：三十二回公演 -菊池寛賞受賞記念

演目：『新版歌祭文』、『藤娘』、『戻駕色相肩』、『神霊矢口渡』、『二人道成寺』
出演者：四代目中村雀右衛門、四代目市川左團次、五代目中村時蔵、七代目中村芝雀など。
- 第十八回：2002年：三十二回公演

演目：『御存鈴ケ森』、『与話情浮名横櫛』、『義経千本桜』、『双面水照月』
出演者：片岡孝夫、五代目中村時蔵、二代目坂東吉弥、片岡孝太郎など。
- 第十九回：2003年：三十二回公演

演目：『鳴神』、『奴道成寺』、『三人吉三巴白浪』
出演者：十二代目市川團十郎、五代目中村時蔵、十代目坂東三津五郎、六代目片岡芦燕など。
- 第二十回：2004年：三十二回公演

演目：『再桜遇清水』、『お祭り』、『羽衣』
出演者：二代目中村吉右衛門、四代目中村梅玉、二代目中村魁春、六代目中村東蔵、三代目中村歌昇など。
- 第二十一回：2005年：三十二回公演

演目：『彦山権現誓助剣』、『身替座禅』、『金毘羅のだんまり』、『日向嶋景清』、『釣女』
出演者：二代目中村吉右衛門、七代目中村芝雀、中村信二郎、七代目市川染五郎、中村隼人、二代目中村吉之丞など。
- 第二十二回：2006年：三十八回公演

演目：『仮名手本忠臣蔵』、『浅妻船』、『まかしょ』、『浮世柄比翼稲妻』、『色彩間苅豆』
出演者：十代目坂東三津五郎、二代目市川亀治郎、十一代目市川海老蔵、十七代目市村家橘、五代目坂東秀調、三代目市川右之助、六代目片岡市蔵など。
- 第二十三回：2007年：二十八回公演

演目：『正札附根元草摺』、『芦屋道満大内鑑 葛の葉』、『英執着獅子』、『傾城反魂香』、『お目見得 ご挨拶』、『男女道成寺』
出演者：四代目坂田藤十郎、五代目中村翫雀、三代目中村扇雀、片岡孝太郎、六代目片岡愛之助、五代目坂東竹三郎、二代目中村亀鶴、四代目坂東薪車など。
- 第二十四回：2008年：三十八回公演

演目：『双蝶々曲輪日記 角力場』、『太刀盗人』、『暫』、『夏祭浪花鑑』、『供奴』
出演者：十一代目市川海老蔵、三代目市川右之助、六代目片岡市蔵、六代目市川男女蔵、坂東亀寿、二代目尾上松也、二代目尾上右近など。
- 第二十五回：2009年：三十八回公演

演目：『俊寛』、『新口村』、『身替座禅』、『沼津』、『闇梅百物語』
出演者：十八代目中村勘三郎、三代目中村扇雀、坂東彌十郎、四代目片岡亀蔵、二代目中村勘太郎、二代目中村七之助など。

## アクセス
- 四国旅客鉄道（JR四国）土讃線：琴平駅
- 高松琴平電気鉄道琴平線：琴電琴平駅

## 特記事項

### 周辺
関連施設
- 琴平町立歴史民俗資料館

金丸座（現、旧金毘羅大芝居）が移築前の場所にあり、歌舞伎関連、金毘羅歌舞伎の歴史を展示。
周辺施設
- 金刀比羅宮
- 香川県立琴平公園

こんぴらさんを西側から一望できる展望台があり、そこには大久保ジン之丞の銅像がある。また平成の大改修で述べた記念モニュメントは、この公園の入り口付近に設置されている。
- 琴平町公会堂
- 海の科学館

### ロケ地
- 「阿修羅城の瞳」 - 江戸の芝居小屋という設定で使用。

2005年4月16日公開：松竹。
監督：滝田洋二郎、出演：七代目市川染五郎、宮沢りえ 等。
- 「最後の忠臣蔵」 - 京都の竹本座という設定で使用。

2010年12月18日公開：角川。
監督：杉田成道、出演：役所広司、佐藤浩市、桜庭ななみ 等。
- 「男はつらいよ寅次郎の縁談」- 1993年公開[3]

### その他
- 名前を冠したお酒「吟醸造り 金比羅大芝居」がある。
- 普段の入場料金（入場券）：大人500円・中高生300円・小人200円。
- 「四国こんぴら歌舞伎」の一般席は、上場席（A席）、中場席（B席）、並場席（C席）と分かれ、上場席・中場席には特製観劇弁当と特製観劇菓子セット、お茶がついている。
- 公演期間中に歌舞伎にまつわる俳句を募集している。選考された俳句は、翌年の金丸座掲示板へ掲示（公演期間中）される。
- 文化財のため、湿度計と温度計が設置され、2時間おきに湿度と温度を測っている。
- こんぴら歌舞伎公演復活の様子を追ったドキュメンタリー番組「NHK特集　再現！こんぴら大芝居」が1985年7月19日に放送された。（2006年2月4日にNHKアーカイブスとして再放送）
- 2003年3月24日ふるさと切手「旧金毘羅大芝居」が発行された。
- 2006年9月11日放送の『名探偵コナン』第452話「こんぴら座の怪人」の舞台となった。
- 2009年6月6日NHK総合テレビ「ワンダー×ワンダー」において、「体感!興奮!こんびら歌舞伎」と題して、こんぴら歌舞伎の公演や裏方たちの様子などが紹介された。
- 2024年5月24日、NHK総合テレビ「芸能きわみ堂」のロケ撮影中、出演者が舞台上で話している場面を撮影する際にカメラマンが花道から客席に転落し、枡席を仕切る木製の角材の一部を破損した。琴平町の担当者が応急措置をして撮影は続け、芝居小屋の一般公開などにも影響はなかったという[4]。

## 関連書籍
- 『重要文化財旧金毘羅大芝居修理工事報告書』文化財建造物保存技術協会 香川県琴平町 1976
- 『大系日本　歴史と芸能　第十巻／都市の祝祭－かぶく民衆』編集委員:網野善彦,小沢昭一,宮田登,大隅和雄,服部幸雄,山路興造　平凡社 1991.7 - ビデオブック。芝居上映中の「旧金毘羅大芝居」の様子を写した映像（NHK特集「再現！こんぴら大芝居」1985年7月19日放送）と、服部幸雄の解説つき。
- 『こんぴら歌舞伎』井下正三 保育社・カラーブックス 1996.3
- 『絵本 夢の江戸歌舞伎』服部幸雄著、一ノ関圭絵 岩波書店 2001.4 - 服部が「旧金毘羅大芝居」を参考にして、江戸時代の歌舞伎場を再現した絵本。